# V521 Возничего
V521 Возничего (лат. V521 Aurigae) — одиночная переменная звезда в созвездии Возничего на расстоянии (вычисленном из значения параллакса) приблизительно 5682 световых лет (около 1742 парсеков) от Солнца. Видимая звёздная величина звезды — от +11,7m до +11m.

## Характеристики
V521 Возничего — красный гигант, пульсирующая медленная неправильная переменная звезда (LB:) спектрального класса M. Радиус — около 90,31 солнечных, светимость — около 1007,348 солнечных. Эффективная температура — около 3422 K.